# Lluís-Anton Baulenas i Setó

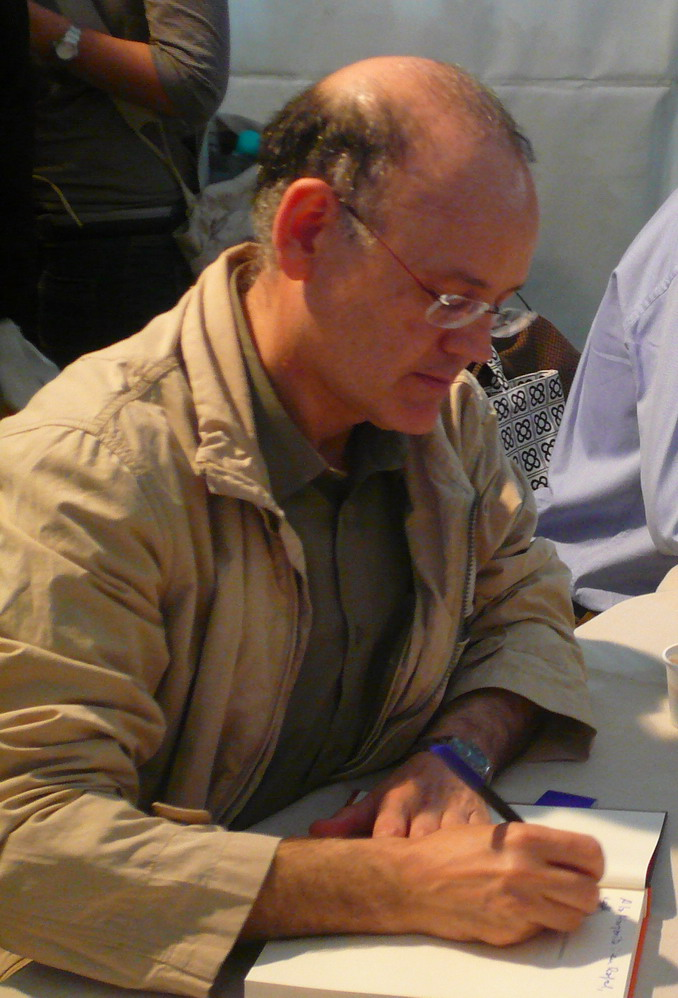
Lluís-Anton Baulenas signiert seine Bücher während des Sankt-Georgsfest 2009 auf dem passeig de Gràcia in Barcelona

Lluís-Anton Baulenas i Setó (* 21. September 1958 in Barcelona) ist ein Schauspieler, Übersetzer, Literaturkritiker und Schriftsteller, der in katalanischer Sprache schreibt.

## Leben
Baulenas wurde am 21. September 1958 im Stadtteil Sant Andreu de Palomar von Barcelona (Katalonien) geboren. Er studierte katalanische Philologie. Nach seinem Studienabschluss arbeitete er bis 1987 als Lehrer für Katalanisch an einer Oberschule. Dann entschied er sich ganz dem Schreiben zu widmen. Er schrieb seine ersten Theaterwerke, die er selbst inszenierte und als Schauspieler auch mitaufführte. Seinen größten Erfolg hatte er jedoch mit seinen Prosawerken. Er hatte sein Debüt 1987 mit dem Sammelband mit Kurzgeschichten Qui al Cel Escup („Wer zum Himmel spuckt“). Nach Anlass der niederländischen Übersetzung seines Romans El nas de Mussolini schrieb die Literaturkritikerin Anne Jongeling, dass Baulenas immer wieder beweise, dass  er aus kleinen Fakten eine tolle Erzählung destillieren könne.
Der Regisseur Ventura Pons hat drei seiner Werke verfilmt: Anita no perd el tren (2001 „Anita hat den Zug nicht verpasst“), nach dem Roman Bones Obres („Gute Werke“), Amor Idiota (2001, „Idiote Liebe“) nach dem gleichnamigen Roman und A la deriva (2009, „Auf Abdrift“), nach dem Buch Àrea de Servei deren Drehbuch immer von Baulenas geschrieben worden ist.
Baulenas wird auch wegen seiner Übersetzungen ins Katalanische geschätzt: Cal dir-ho? von Eugène Labiche, Dos en un balancí von William Gibson, El llarg viatge d'un dia vers la nit von Eugene O’Neill und weitere Werke von Jean Cocteau, Albert Camus, Boris Vian und  Friedrich Dürrenmatt. Weiter schreibt er unter anderem für die Tageszeitungen Avui, El País, La Vanguardia und El Periódico de Catalunya.

## Werke (Auswahl)
- Qui al Cel escup (1987), Debut
- El fil de plata (1998)
- Anita no perd el tren (2001)
- Amor idiota (2001)
- Àrea de servei (2007)
- Per un sac d'ossos (2005)
- El nas de Mussolini (2009)
- La vostra Anita (2015)

Baulenas' Werke wurden ins Englische, Französische, Spanische, Rumänische, Niederländische, Polnische, Italienische und Portugiesische  übersetzt worden, jedoch bislang nicht ins Deutsche.

## Preise
- 1989 Premi Documenta de narrativa mit Càlida nit
- 1998 Premi Carlemany de novel·la mit El fil de plata
- 1999 Premi Crítica Serra d'Or de novel·la mit El fil de plata
- 2000 Premi Prudenci Bertrana de novel·la mit La felicitat [6]
- 2005 Premi Ramon Llull de novel·la mit Per un sac d'ossos
- 2008 Premi Sant Jordi de novel·la mit El nas de Mussolini [7]